# Гелен
Гелен (њем. Göhlen) општина је у њемачкој савезној држави Мекленбург-Западна Померанија. Једно је од 89 општинских средишта округа Лудвигслуст. Према процјени из 2010. у општини је живјело 365 становника. Посједује регионалну шифру (AGS) 13054034.

## Географски и демографски подаци
Гелен се налази у савезној држави Мекленбург-Западна Померанија у округу Лудвигслуст. Општина се налази на надморској висини од 20 метара. Површина општине износи 13,8 km². У самом мјесту је, према процјени из 2010. године, живјело 365 становника. Просјечна густина становништва износи 26 становника/km².

## Међународна сарадња
| Мјесто    | Држава | Врста сарадње | Од    |
| --------- | ------ | ------------- | ----- |
| Хеменлина | Финска | партнерство   | 2000. |
| Камскоје  | Русија | партнерство   | 1994. |
| Извор     |        |               |       |